# Автошлях Т 2326
Автошля́х Т 2326 — автомобільний шлях територіального значення у Хмельницькій області. Пролягає територією Хмельницькогорайону через Старокостянтинів — Шрубків. Загальна довжина — 35,5 км.

## Маршрут
Автошлях проходить через такі населені пункти:
| Автошлях Т 2326                     |        |
| Хмельницька область                 |        |
| Хмельницький район                  |        |
| Старокостянтинівська міська громада |        |
| Старокостянтинів                    | Н03    |
| Миролюбненська сільська громада     |        |
| Немиринці                           |        |
| Самчинці                            |        |
| Меджибізька селищна громада         |        |
| Волосівці                           |        |
| Шрубків                             | Т 2319 |